# Бойовий багор
Бойовий багор — холодна древкова колюча зброя, яка складається з древка-ратища і наконечника з перпендикулярним ратищу загостреним відгалуженням. Походить від господарського багра.

## Застосування бойового багра
Звичайний господарський багор може слугувати зброєю. Завдяки гострому наконечнику ним можна колоти як списом, а гак дозволяє проводити захвати кінцівок противника. Не дивно, що здавна існували багри, спеціально пристосовані для бою. Також функції бойового багра міг виконувати простий довгий спис, споряджений гаком.
Бойові багри уживалися переважно піхотинцями, щоб стягнути вершника з коня. Відомо про використовування подібної зброї новгородським ополченням проти лицарів у Льодовому побоїщі у квітні 1241 року.
Гаками, що виконували функції бойових багрів, могли споряджати й інші види держакової зброї, наприклад, алебарди.

## Різновиди

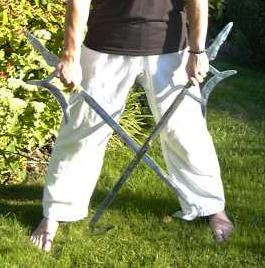
Китайський парний бойовий багор (Double Hook Swords)

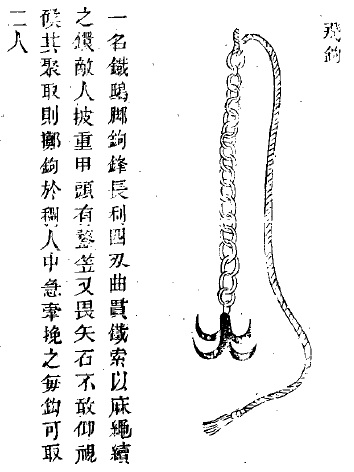
«Летючий» китайський бойовий багор, у нас відомий як «кішка».

- Імао (夷矛) — китайський бойовий багор.
- Шюаньгоу — різновид китайського парного бойового багра (на фото)
- Содзегарамі — японський бойовий багор.

## Джерело
- Исторический словарь [Архівовано 30 березня 2015 у Wayback Machine.] (рос.)